# Hans Keilson
Hans Alex Keilson (Bad Freienwalde, 12 december 1909 – Hilversum, 31 mei 2011) was een Duits-Nederlandse Joodse schrijver, arts en psychoanalyticus. Sinds 1936 woonde hij in Nederland. Hij onderzocht de getraumatiseerde stressvolle situaties en de gevolgen waaraan Joodse kinderen in de Nederlanden tijdens het NS-tijdperk werden blootgesteld.

## Werkzaamheid
Keilson studeerde van 1928 tot 1934 geneeskunde in Berlijn. Vanwege het voor Joden ingestelde beroepsverbod moest hij zich daarna in leven houden als sportleraar aan Joodse privé-opleidingen en als musicus. Twee jaar later vestigde hij zich in Nederland. Onder het gezamenlijk pseudoniem 'Benjamin Cooper' stelde hij samen met reclameman-vertaler G. Klaass in 1938-39 een zestal Nederlandstalige bloemlezingen samen. Na de Duitse inval in 1940 dook hij onder, waarna hij zich voor het verzet inzette. In deze tijd ontstonden zijn eerste gedichten en het begin van zijn roman Der Tod des Widersachers, die pas in 1959 zou verschijnen. Zijn ouders werden in Auschwitz vermoord.
Na de bevrijding werd Keilson werkzaam als medicus. Hij behandelde zwaar getraumatiseerde Joodse weeskinderen en stichtte met andere overlevenden Ezrat Ha Jeled ('Tot hulp voor het kind'), een organisatie voor hulp aan Joodse weeskinderen. Omdat zijn Duitse opleiding in Nederland niet erkend werd, ging hij opnieuw medicijnen studeren. In de jaren zestig studeerde hij af als psychiater en in 1978 promoveerde hij op de studie Sequentielle Traumatisierung bei Kindern waarin hij het leven van 200 Joodse weeskinderen bestudeerde in hun naoorlogse rooms-katholieke en protestantse pleegouderlijke omgeving. Op een lezing in het Goethe-Instituut te Amsterdam zei hij dat zij een degelijke opvoeding genoten hebben. Lang was hij werkzaam als psychoanalyticus.
Hij trouwde in 1970 met de literatuurhistorica Marita Keilson-Lauritz, die veel boeken en artikelen over de geschiedenis van de homoseksualiteit heeft geschreven.
Keilson overleed in een ziekenhuis in Hilversum. Hij was 101 jaar oud.

## Eerbetoon
Hans Keilson was daarnaast van 1985 tot 1988 voorzitter van de Duitse PEN-club; in 1996 was hij gasthoogleraar aan de Universiteit Kassel van Kassel (Franz-Rosenzweig-Gastprofessur), en in 1999 werd hij als corresponderend lid opgenomen in de Deutsche Akademie für Sprache und Dichtung. De Universiteit van Bremen verleende aan Keilson een eredoctoraat. In 2005 werden zijn verzamelde werken in twee delen uitgegeven. En in 2008 verscheen in het Zeitschrift für psychoanalytische Theorie und Praxis een studie over zijn leven en werken. Hij werd geëerd met de zilveren medaille van de Fédération Internationale de Résistance (FIR) en ontving het Bundesverdienstkreuz 1. Klasse. Ook ontving hij in 1999 de Elise M. Hayman-prijs van de International Psychoanalytical Association, in 2005 de Johann-Heinrich-Merck-prijs voor literaire kritiek en essay, en in 2008 de literaire prijs van het tijdschrift Die Welt.
Op 12 december 2009, zijn honderdste verjaardag, werd hij benoemd tot Officier in de Orde van Oranje-Nassau. De versierselen behorende bij deze onderscheiding werden hem opgespeld door Milo Schoenmaker, de burgemeester van de gemeente Bussum.
In een recensie verschenen op 5 augustus 2010 in The New York Times werd Hans Keilson door de recensente en romanschrijfster Francine Prose uitgeroepen tot een geniale auteur, die tot ’s werelds beste schrijvers behoort. Zijn Der Tod des Widersachers (in het Engels: The Death of the Adversary) en Komödie in Moll (in het Engels: Comedy in a Minor Key) werden daarbij geroemd als meesterwerken.

## Werken
- Das Leben geht weiter. Eine Jugend in der Zwischenkriegszeit, Berlijn, Fischer Verlag, 1933 (Ned. vert. Het leven gaat verder, Amsterdam, Van Gennep)
- Ridder zonder vrees of blaam. Een groote verjaarspartij met genoodigde gasten ter eere van de 70-jarigen Hendricus Colijn. Onder pseudoniem Benjamin Cooper [= ook G. Klaass] met illustraties van Lex Metz. Den Haag, Daamen, 1939
- In het doolhof der Liefde. Een avontuurlijke wandeling door de tuinen der Nederlandsche Minnezangers. Onder het pseudoniem Benjamin Cooper [= ook G. Klaass]. Amsterdam, Meulenhoff, 1939
- De zingende walvisch. Zijnde een bundel zeemansliedjes en verzen, rijmen, gezegden en rariteiten, uit vele eeuwen, van ernstigen en vermakelijken aard. Onder het pseudoniem Benjamin Cooper [= ook G. Klaass]. Amsterdam, H. Meulenhoff [1939]
- Zeven maal zeven vredesstemmen aller tijden en volken. Onder het pseudoniem Benjamin Cooper [= ook G. Klaass]. Den Haag, Boucher, 1939
- Een reis met de diligence door het tijdperk der tanks, auto's en vliegmachines. Op de bok: J. Amos Comenius. [Verzameld en geredigeerd door Benjamin Cooper (= ook G. Klaass)]. Amsterdam, Uitgeversmaatschappij Holland, 1939
- Komödie in Moll, Amsterdam, Querido 1947. Herdrukt in 1988 (Ned. vert. Komedie in mineur, Amsterdam, Van Gennep)
- Der Tod des Widersachers, Braunschweig, Westermann, 1959 (Ned. vert. In de ban van de tegenstander, Lochem, De Tijdstroom, 1959; herziene ed. Amsterdam, Van Gennep, 2009)
- Sequentielle Traumatisierung. Deskriptiv-klinische und quantifizierend-statistische follow-up Untersuchung zum Schicksal der jüdischen Kriegswaisen in den Niederlanden, Stuttgart, Enke, 1978
- Sprachwurzellos, Giessen, Edition Literarischer Salon, 1986
- Einer Träumenden, Giessen, 1992
- Wohin die Sprache nicht reicht. Vorträge und Essays aus den Jahren 1936–1997, Giessen, Ricker'sche Universitäts-Buchhandlung, 1998
- Sieben Sterne, Giessen, 2003
- Werke in zwei Bänden, Hrsg. Heinrich Detering, Gerhard Kurz, Frankfurt, 2005 (Ned. vert. van Band 2, Gedanken und Essays: Liever Holland dan Heimwee. Amsterdam, Van Gennep, 2012).
- Matthias Weichelt, Gespräch mit Hans Keilson. In: Sinn und Form 2/2009, p. 273-276.s. fISHER
- Hans Keilson (100), met medewerking van David Becker en Hans Jürgen Balmes, Fischer Verlag, Frankfurt, 2009
- Daar staat mijn huis, oorspr. Da steht mein Haus, S. Fischer Verlag GmbH, Frankfurt am Main, 2011; Nederlandse vertaling Piet de Moor, uitgeverij Van Gennep, Amsterdam, 2011

## Audio
- Michael Schornstheimer: Literatur ist das Gedächtnis der Menschheit. Der Psychoanalytiker, Schriftsteller und Pädagoge Hans Keilson, 26. November 1995, 25 januari 2009[6]

- Bibsys: 90075572
- Biblioteca Nacional de España: XX5052933
- Bibliothèque nationale de France: cb123245163 (data)
- Biografisch Portaal: 46846035
- Catàleg d'autoritats de noms i títols de Catalunya: 981058520256006706
- Digitale Bibliotheek voor de Nederlandse Letteren: coop001
- Gemeinsame Normdatei: 12003784X
- International Standard Name Identifier: 0000 0003 6861 0908
- Library of Congress Control Number: nr89010306
- Nationale Bibliotheek van Israël: 987007263634005171
- Nederlandse Thesaurus van Auteursnamen: 069095183
- Système universitaire de documentation: 032160194
- Virtual International Authority File: 39447763
- WorldCat: E39PBJhRKx44d9XMwkx6V6Gfv3